# E91号線
E91号線 (E91ごうせん、英: European route E91) は、欧州自動車道路のAクラス幹線道路。トルコのトプラッカレとシリア国境を結ぶ。

## 経路

### 経過する主要都市
- トルコ
  - E90 トプラッカレ（英語版）
  - イスケンデルン
  - E98 Topboğazı
  - アンタキヤ
  - ヤイラダウ（英語版）
- シリア 国境